# Sophie Katsarava

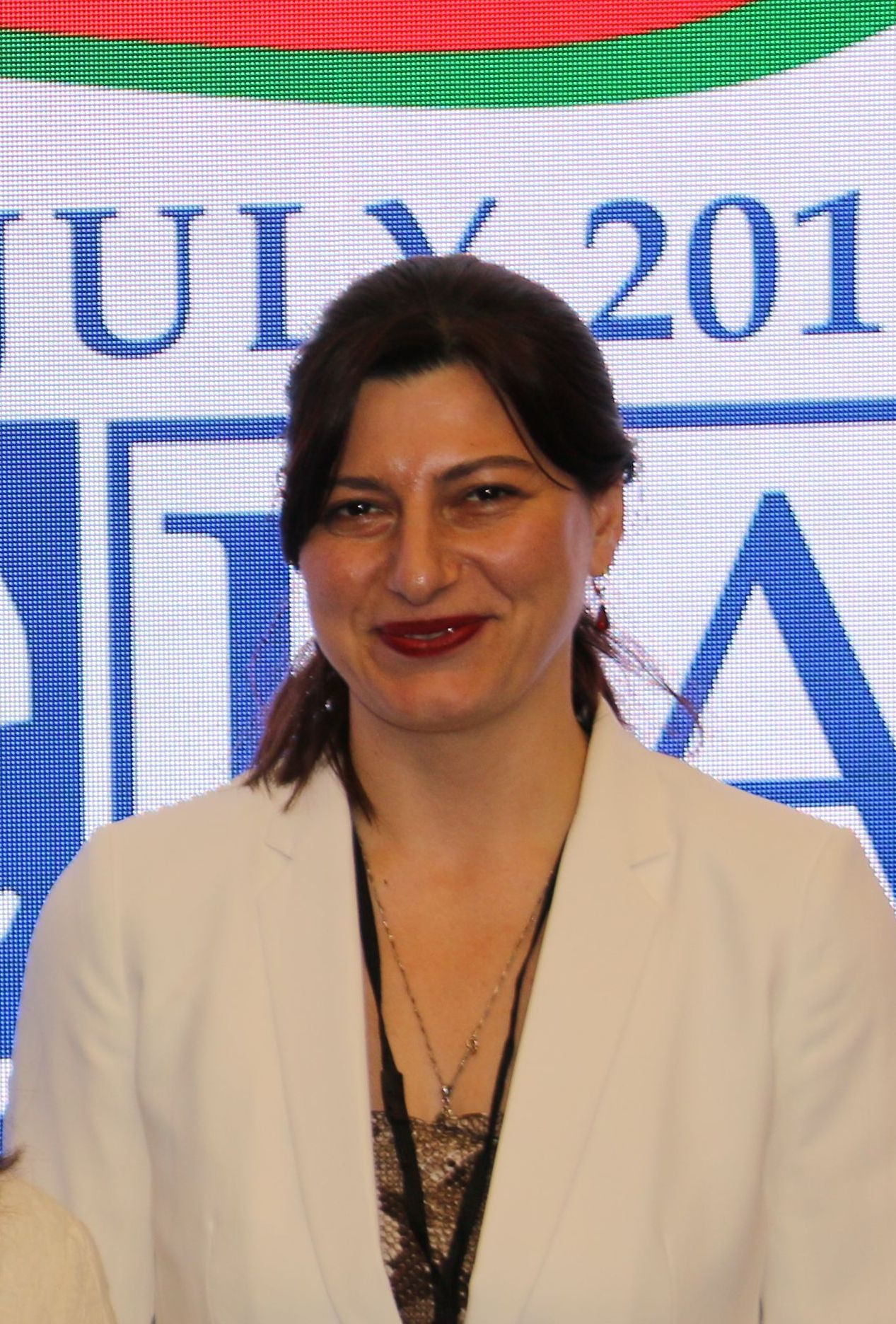
Sophie Katsarava

Sophie Katsarava MBE (em georgiano:  სოფიო ქაცარავა, Sofio Katsarava, nascida em 8 de dezembro de 1976), é uma política, diplomata e filóloga georgiana. Ela foi nomeada embaixadora da Geórgia no Reino Unido em 2020. Entre 2016 e 2019 ela foi Membro do Parlamento da Geórgia pelo partido Sonho Georgiano.

## Carreira
Tendo trabalhado como gerente de projectos de imprensa e relações públicas no World Wildlife Fund de 1997 a 2004, Katsarava ingressou na Embaixada Britânica em Tbilisi em 2005, onde as suas funções incluíam Gerente de Projectos, Chefe de Imprensa e Relações Públicas e, por fim, Secretária Política. Ela liderou o programa de bolsas Chevening da embaixada.
Em 2016, Katsarava juntou-se ao partido Sonho Georgiano como consultora no Departamento de Relações Internacionais, passando a tornar-se membro do Parlamento da Geórgia em 18 de novembro de 2016. Durante o seu mandato, ela foi presidente do Comité de Relações Externas, bem como presidente do Grupo de Amizade com o Reino Unido e presidente da Dimensão Parlamentar do Diálogo Estratégico Wardrop entre a Geórgia e o Reino Unido. Em novembro de 2019, ela deixou o partido Sonho Georgiano e a sua posição no parlamento.
Em abril de 2020, Katsarava tornou-se embaixadora da Geórgia no Reino Unido.

## Prémios
Em 2016, depois de servir 11 anos na Embaixada Britânica em Tbilissi, Katsarava foi nomeada Membro Honorário da Mais Excelente Ordem do Império Britânico (MBE), em reconhecimento à sua notável contribuição para o fortalecimento das relações entre a Geórgia e o Reino Unido no sector de educação.